# Straßenbahn Minden

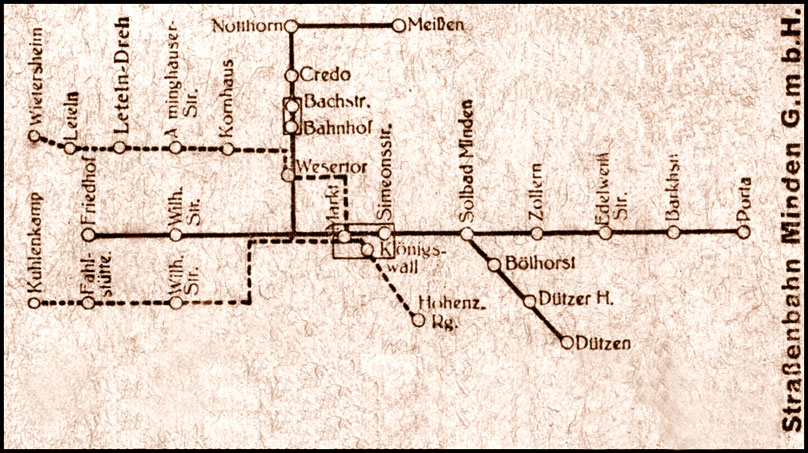
Liniennetzplan der Straßenbahn Minden GmbH

Die Straßenbahn Minden war das Straßenbahn-System der ostwestfälischen Stadt Minden in Nordrhein-Westfalen. Sie war meterspurig und wurde mit 600-Volt-Gleichstrom betrieben. Ursprüngliche Betreibergesellschaft war die 1893 entstandene Mindener Dampf-Straßenbahngesellschaft. Im März 1914 gründeten die Gesellschafter Stadt Minden, Elektrizitätswerk Minden-Ravensberg GmbH (EMR) und die Provinz Westfalen schließlich die Straßenbahn Minden GmbH. Ab 1928 war die EMR alleiniger Gesellschafter, später entstand daraus die „EMR Kraftverkehrsabteilung“. Die erste Dampfstraßenbahn (Kleinbahn) wurde am 7. September 1893 eröffnet, ein elektrischer Betrieb konnte jedoch erst nach dem Ersten Weltkrieg am 8. Dezember 1920 aufgenommen werden. Zwischen 1956 und 1959 wurden alle Straßenbahnlinien in Minden stillgelegt.

## Dampfstraßenbahn
Ab dem Jahr 1892 sollten der Staatsbahnhof und die Innenstadt von Minden mittels einer Pferdebahn verbunden werden. Da die Aufsichtsbehörde dem Vorhaben der Stadt aufgrund der engen Straßen nicht zustimmte, wurde am 1. Dezember 1892 eine Pferdeomnibuslinie eröffnet. Als 1889 der Landtag der Provinz Westfalen beschloss, dem 1888 verstorbenen Wilhelm I. an der Porta Westfalica ein Denkmal zu errichten und dessen Bau 1892 begann, rief die Stadt Minden am 8. Juli 1892 eine Bürgerversammlung ein, um den schon seit einiger Zeit geplanten Bau einer Bahnverbindung zwischen Minden und Porta Westfalica umzusetzen. Am 8. Oktober 1882 wurde mit einem Kapital von 48 Aktionären und einer Summe von 150.000 Mark die Mindener Dampf-Straßenbahn Gesellschaft gegründet. Diese erhielt am 15. Mai 1893 die Konzession für den Bau und den Betrieb einer als Kleinbahn definierten Strecke und begann Ende Juli desselben Jahres mit dem Bau.
Die Bahn wurde am 31. August 1893 bautechnisch abgenommen und am 7. September feierlich mit zwei Sonderzügen eröffnet. Sie führte von der damaligen Tonhalle über die Portastraße und Bad Minden zur Fährstraße in Porta. Als sich der Anschluss der Staatsbahn in Minden mithilfe einer Pferdebahn Anfang des 20. Jahrhunderts wieder nicht umsetzen ließ, wurde die Gesellschaft 1914 an die Stadt Minden verkauft. Daraufhin wurde die „Straßenbahn Minden GmbH“ als Tochtergesellschaft des Elektrizitätswerks Minden-Ravensberg gegründet und begann man mit der Planung von weiteren Linien ins Umland von Minden. Folgende Strecken waren geplant:
| Strecke                                   | Geplante Länge |
| ----------------------------------------- | -------------- |
| Minden – Eickhorst – Lübbecke             | 23 Kilometer   |
| Gehlenbeck – Frotheim – Hille – Minden    | 30,5 Kilometer |
| Minden – Stemmer – Friedewalde – Uchte    | 17 Kilometer   |
| Nordhemmern – Lavelsloh – Essern – Rahden | 25 Kilometer   |

Auch eine Verlängerung der bestehenden Kleinbahn nach Bad Oeynhausen wurde diskutiert. Allerdings kam die Verwaltung des Landkreises Minden der Umsetzung dieser Planungen mit dem Bau eigener Linien zuvor, die dann von den Mindener Kreisbahnen betrieben wurden: Minden–Uchte (1898), Kutenhausen–Wegholm (1915), Minden–Lübbecke (1903–1907) und Minden–Kleinenbremen (1918–1921).

## Elektrische Straßenbahn

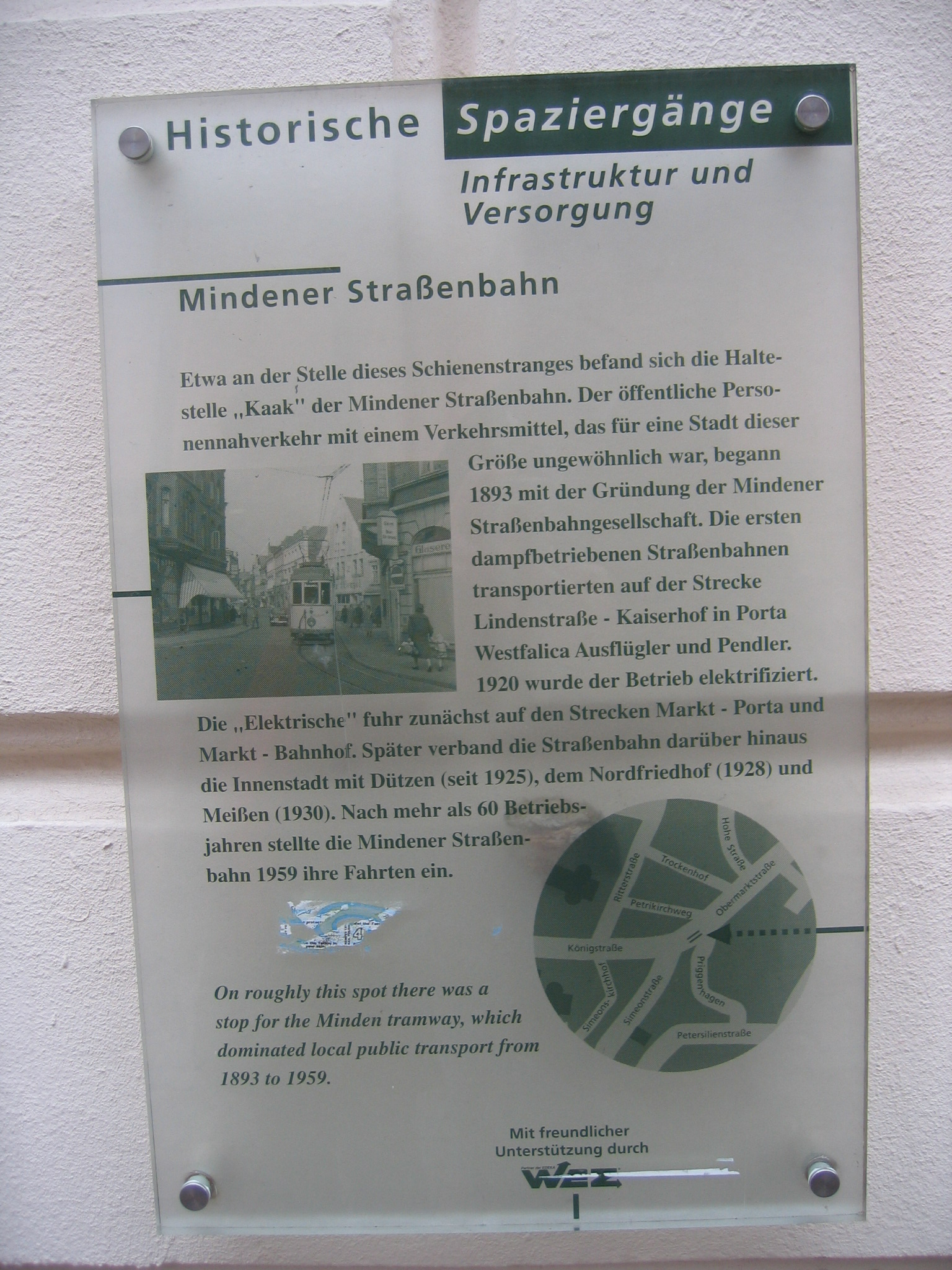
Hinweis auf die historische Haltestelle Kaak

Die für 1907 geplante elektrische Straßenbahn zwischen der Innenstadt von Minden und dem Staatsbahnhof wurde auf die Zeit nach dem Bau der neuen Weserbrücke zwischen 1911 und 1915 verschoben, da die alte Brücke von 1874 nicht tragfähig genug war. Im Zuge dieser Baumaßnahme wurden schon zwei Gleise für die Straßenbahn vorgesehen, aber noch nicht eingebaut. Der elektrische Betrieb wurde wegen des Ersten Weltkrieges erst im Dezember 1920 aufgenommen.
Am 26. März 1914 wurde die Straßenbahn Minden GmbH gegründet. Anteilseigner waren neben Stadt und Provinz (sowie zeitweise der Landkreis Minden) auch das Elektrizitätswerk Minden-Ravensberg. Die neue GmbH erwarb die Mindener Dampf-Straßenbahn GmbH und begann mit der Elektrifizierung der Strecke. Zudem wurden neue Strecken in der Stadt trassiert. Zwischen dem 1. Februar und dem 17. März 1923 wurde die Bahn aufgrund der hohen Inflation eingestellt. Daraufhin pachtete der Bauunternehmer Weber aus Porta Westfalica die Bahn und führte den Betrieb auf eigene Rechnung weiter. Am 1. April 1924 wurde der Pachtvertrag gekündigt und die GmbH konnte die Fahrten wieder unter eigener Regie durchführen.
1926 gaben der Kreis, 1928 die Stadt und die Provinz Westfalen ihre Anteile an der Bahn an das Elektrizitätswerk Minden-Ravensberg (EMR Kraftverkehrsabteilung) ab, das daraufhin seit dem 6. Juni 1928 alleiniger Eigentümer war. Während des Zweiten Weltkrieges wurde der Verkehr zwischen dem 3. April 1945 und 1. Juni 1945 vollständig eingestellt.
| Eröffnung              | Strecke                                                                        |
| ---------------------- | ------------------------------------------------------------------------------ |
| 7. September 1893      | Dampfstraßenbahn Minden – Porta (Kaiserhof), elektrisch ab 1920                |
| Fertigstellung 1917/19 | Markt – Staatsbahnhof (Eröffnung elektrischer Betrieb am 8. Dezember 1920)     |
| 21. November 1925      | Solbad Minden (Portastraße) – Gemeinde Dützen                                  |
| 15. Oktober 1928       | Poos – Nordfriedhof                                                            |
| 15. Dezember 1929      | Bahnhof – Gemeinde Meißen Notthorn, Gleisanschluss an die Mindener Kreisbahnen |
| 13. Dezember 1930      | Meißen-Notthorn – Meißen (Mitnutzung der Bahnstrecke nach Kleinenbremen)       |

Der Betriebshof befand sich an der Portastraße (Abriss 1977, heute Straßenverkehrsamt Minden). Am Poos (Scharn, Ecke Bäckerstraße) gab es ein Gleisdreieck. Angeboten wurde ein Stundentakt, der auf einigen Strecken oder im Berufsverkehr zum Halbstundentakt verdichtet wurde. Umsteigeknoten war der Markt, von hier verkehrten in den 1930er Jahren im 10-Minuten-Takt Bahnen über Poos und Bäckerstraße zum Bahnhof; in den 1950er Jahren bestand trotz zurückgehender Fahrgastzahlen auf diesem Abschnitt immer noch ein 15-Minuten-Takt. Die Fahrgastzahlen auf dem östlichen Linienzweig ab Bahnhof nach Meißen waren für das Unternehmen enttäuschend niedrig. Hier kam es zu sehr frühen Überlegungen, einen Ein-Mann-Betrieb einzuführen.
Nach dem Krieg betrieb die EMR GmbH Kraftverkehr vier Linien mit einer Länge von 14,9 Kilometer. Da der Individualverkehr die auf langen Abschnitten nur eingleisige Strecke stark beeinträchtigte und auch neue Siedlungen abseits der Strecken entstanden, beschloss man, die Straßenbahn zu ersetzen. Die Planungen hierfür begannen bereits Anfang der 1950er Jahre. Man dachte zunächst an einen Ersatz durch Oberleitungsbusse und wollte ein Obus-Netz einrichten. Dazu errichtete das Unternehmen 1953 eine erste „Versuchsstrecke“ auf der rechten Weserseite im Zuge der bestehenden Überlandbuslinie 8 nach Holzhausen und Vlotho. Nach Fertigstellung einer neuen Weserbrücke zwischen Barkhausen und Hausberge (heute Stadtteile von Porta Westfalica) Ende Mai 1954 wurde eine Zweigstrecke zur Endhaltestelle Porta bedient. Das war der erste Schritt zum tatsächlichen Ersatz der Straßenbahn, der Obus sollte auch auf der linken Weserseite nach Hausberge fahren. Man erkannte jedoch schnell einen Mangel an Flexibilität beim Obus-Betrieb. So kam schließlich der Beschluss, die Straßenbahn nicht durch Oberleitungs-, sondern durch Kraftomnibusse zu ersetzen. Nach damaliger Auffassung war der öffentliche Personennahverkehr einer Mittelstadt nur mit einem einzigen Verkehrsträger sinnvoll zu bewältigen – und zwar mit dem Dieselbus. Obusse ersetzten in Minden letztendlich also keine der Straßenbahnlinien. Der Oberleitungsbus Minden verkehrte noch bis 1965.
Zwischen 1956 und 1959 wurden alle Linien der Mindener Straßenbahn stillgelegt:
| 1. November 1956  | Bundesbahnhof – Meißen (einer der Gründe war die Vertragskündigung durch die MKB) |
| 20. Mai 1957      | Bundesbahnhof – Poos                                                              |
| 4. Mai 1959       | Abzweigstrecke nach Dützen                                                        |
| 29. Dezember 1959 | Friedhof – Markt – Porta                                                          |

Die Gleisanlagen und Gebäude wurden abgerissen, als einziges Relikt blieb die Wartehalle (damals mit Verkaufsstand und Café) an der Endhaltestelle Porta, Kaiserhof erhalten. Die Fahrzeuge wurden verschrottet.
An den Gründerzeitgebäuden in der Kaiserstraße sind noch zwei Oberleitungsrosetten und die Umrissspur einer weiteren zu sehen.